# ندي (طبقة صوت)

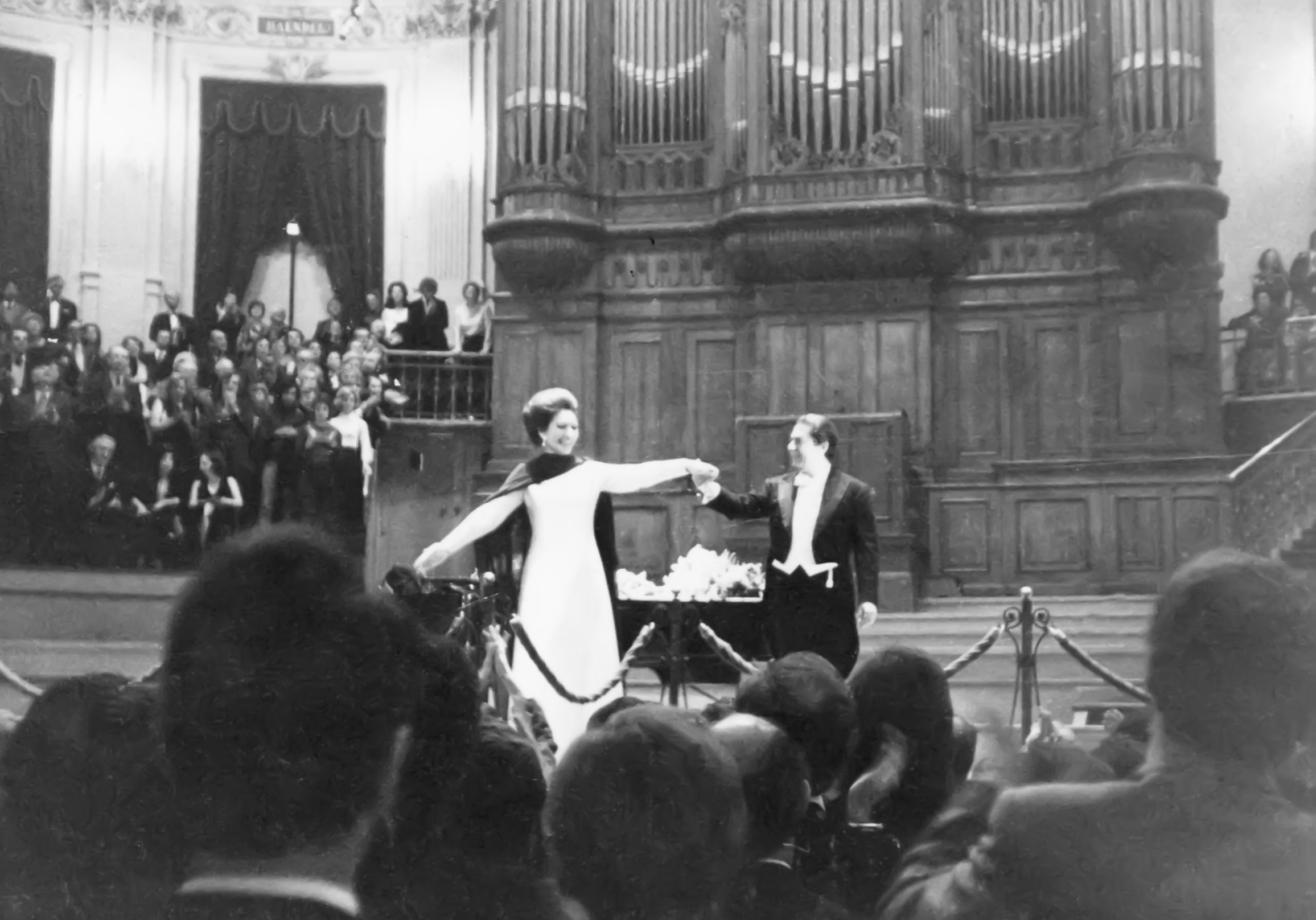
مغنية السوبرانو ماريا كالاس أثناء حفلتها الأخيرة في أمستردام 1973.

النَّدِيّ أو الصادِحة أو السُّبرانو من (بالإيطالية: Soprano)، هو الصوت ذو طبقة الجواب الأعلى بين أصوات النساء. المجال صوتي للسوبران هو من C4 إلى A5 في الجوقة الموسيقية، أو إلى C6 في موسيقى الأوبرا. على الرغم من وجود العديد من مغني السوبرانو من الذكور إلا أنه يشتهر بالصوت الأنثوي بشكل عام.
أصل المصطلح واستعمالات أخرى الكلمة "soprano" مشتقة من اللاتينية "superanus" معناها «الأعلى». المجال الصوتي المتبع في سياق الجوقة الموسيقية هو من الدو الأستوائي (دو الأول) حتى الدو الأعلى بأوكتافتين، أي دو بالأوكتافا الثالثة. بالهارمونيا الجوقية التقليدية بأربعة أصوات السوبران هو الصوت الأعلى بين أربعة الأصوات وهو موجود فوق صوت الآلت.
على الرغم من أن مصطلح «سوبرانو» يشير إلى المغنيات، لكن هنالك المغنيين الذكور وتنقسم إلى عدة مجموعات: الأطفال أو المراهقين صوتهم لم يتغير بعد Umnad مجموعة من السوبرانو (المعروفة في اللغة الإنجليزية -- "boys sopranos" أو "trebles")، والرجال الذين اجتازوا مرحلة البلوغ ذوو صوت السوبرانو غالبا ما يسمون «رجال السوبران» أو «كونترا-تينور». هذه طائفة تغني السوبرانو بتقنية «الفالسيت» أو «صوت الرأس» (صوت الرنين بواسطة الجزء العلوي في الرأس).
في منتصف القرن 16th حتى نهاية القرن 18th استخدمت طريقة خصي الصبيان أو المراهقين قبل النضوج الجنسي لمنع تبدل الصوت، كثير منهم كانوا سوبرانو.
خارج السياق الصوتي الغنائي الرائج للكلمة، فأيضاً يُستعمل المصطلح "سوبران" لوصف دور معين بمقطوعة موسيقية. الذي عنده الدور الأعلى (أوكتافياً) بين باقي الآلات على سبيل المثال "ساكسوفون سوبرانو بين مجموعة من الساكسوفونات، أو على سبيل المثال يمكن القول ان مجموعة كمان وكلارينيت وبوق
والتشيلو، والكمان تأخذ دور السوبرانو.